# Forma do corpo feminino

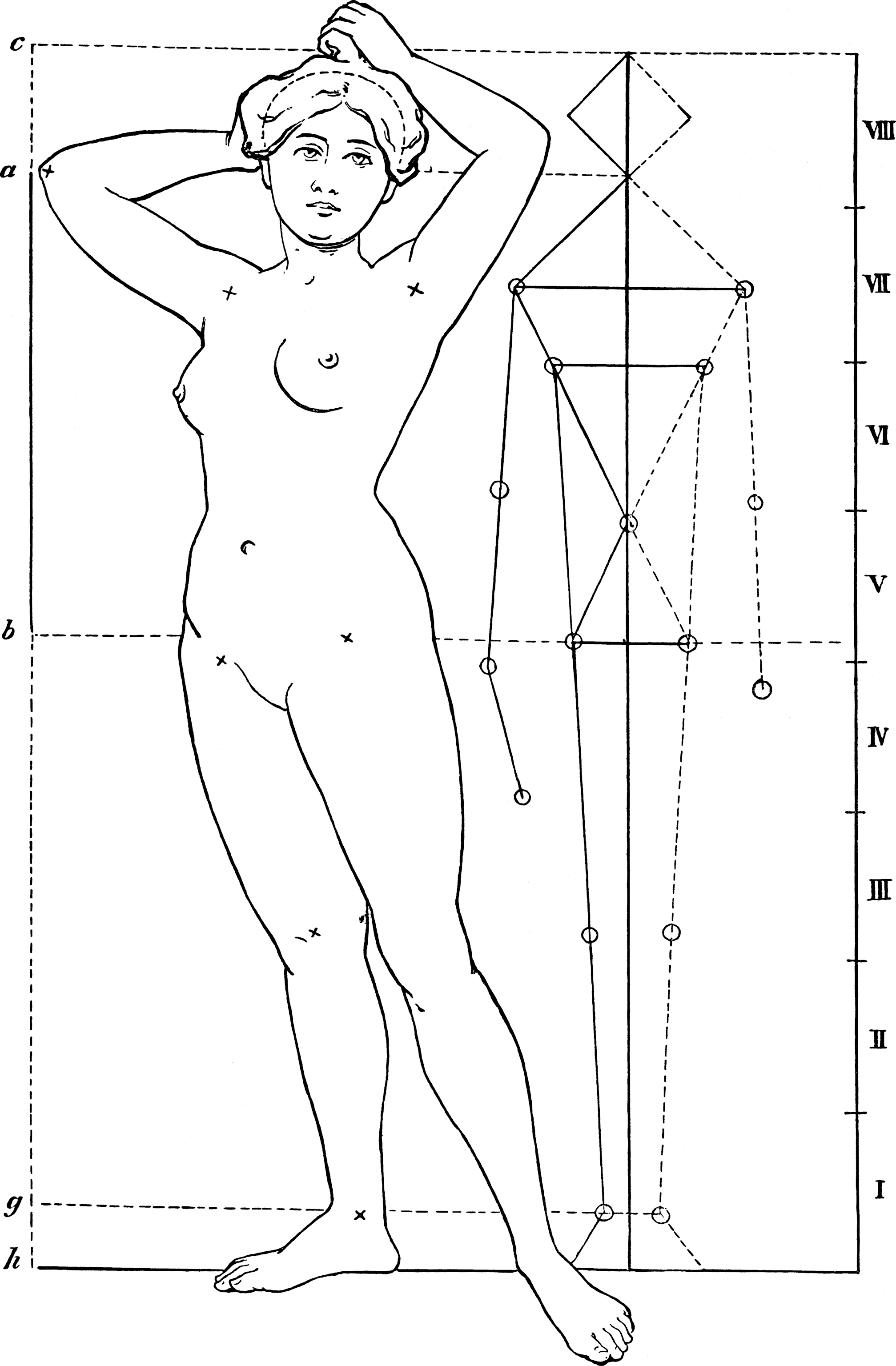

Forma ou figura do corpo feminino é o produto cumulativo de uma estrutura esquelética de uma mulher e a quantidade e distribuição de músculo e gordura em seu corpo. Como muitos traços físicos, há uma larga variedade de normalidade da forma dos corpos femininos.
Seres humanos e culturas têm ininterruptamente focado atenção no corpo feminino como uma fonte de prazer estético, atração sexual, fertilidade, e reprodução. Há grandes diferenças no que deve ser considerado um ideal ou forma corporal preferida, ambas para atração e por razões de saúde. Elas têm variado de cultura para cultura, simultaneamente.
Nos corpos das mulheres ocorrem em uma variedade de formas. Figuras femininas são tipicamente estreitas na cintura do que no busto e nos quadris. O busto, a cintura e os quadris são chamados de pontos de inflexão, e os raios de suas circunferências são usados para definir as formas corporais básicas.

## Impacto do estrogênio
O estrogênio tem um impacto significativo na forma do corpo feminino. Ele é produzido por ambos, homens e mulheres, mas seus níveis são mais altos significativamente em mulheres, especialmente em tempo de reprodução. Além outras funções, o estrogênio promove o desenvolvimento de características sexuais secundárias, tais como os seios e os quadris. Como resultado do estrogênio, durante a puberdade, garotas desenvolvem seios e seus quadris alargam.
Contudo, a presença de testosterona em uma mulher púbere inibe o desenvolvimento dos seios e promovem o desenvolvimento dos músculos; enquanto o estrogênio age em outra direção.
Os níveis de estrogênio também aumentam significativamente durante a gravidez. Um número de outras mudanças tipicamente ocorrem durante a gravidez, incluindo o alargamento e o aumento da firmeza dos seios, principalmente devido a hipertrofia da glândula mamária responsável pelo hormônio prolactina. O tamanho dos mamilos aumentam visivelmente. Estas mudanças continuam durante o aleitamento materno. Os seios geralmente revertem para seu tamanho aproximado após a gravidez, embora alguns possam aumentar e outros afrouxar. Os seios podem diminuir em tamanho na menopausa se os níveis de estrogênio diminuírem.

## Distribuição de gordura

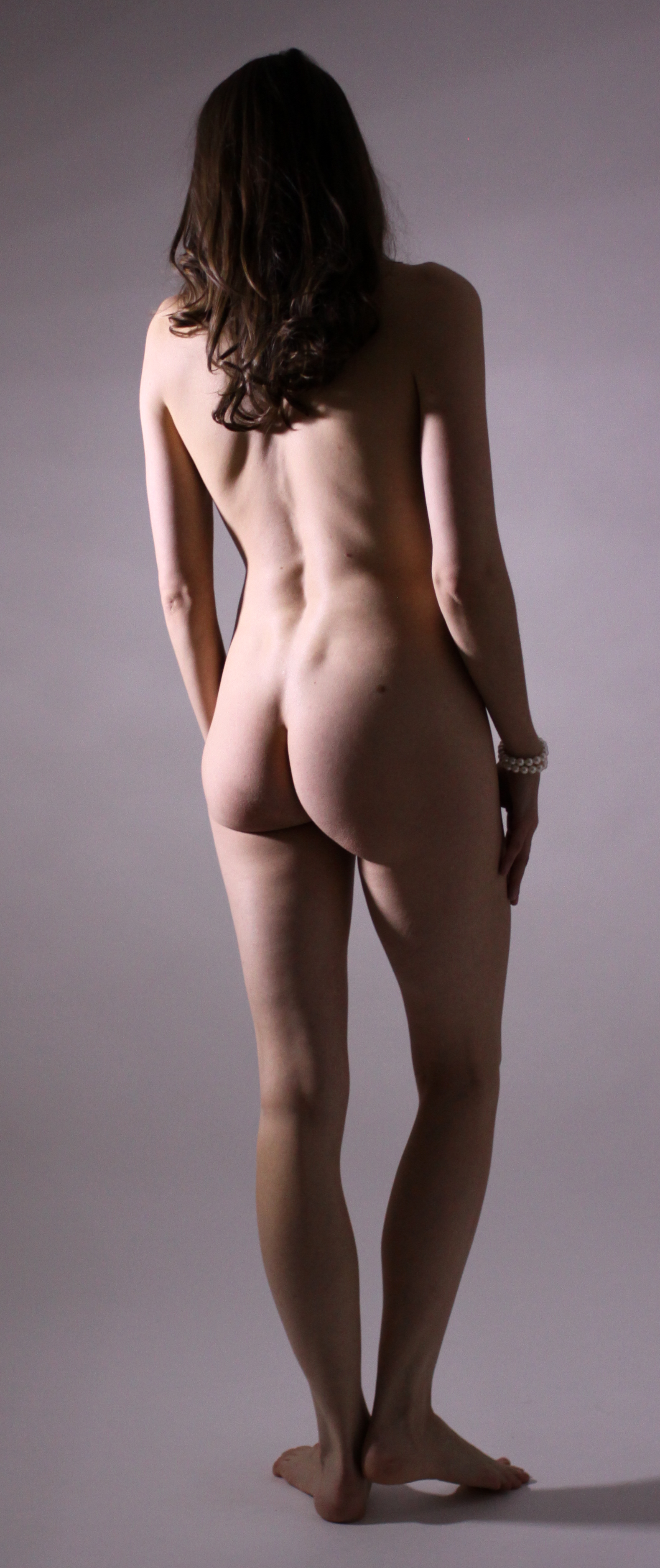
O estrogênio faz com que a gordura seja armazenada nas nádegas, quadris e coxas de mulheres jovens, mas não em sua cintura.

O estrogênio pode também afetar a forma corporal feminina em diversas formas, incluindo aumentando os estoques de gordura, acelerando o metabolismo, reduzindo a massa muscular, e aumentando a formação óssea.
O estrogênio pode fazer com que altos níveis de gordura sejam armazenados em um corpo feminino do que em um corpo masculino. Isso também afeta a distribuição de gordura corporal, causando gordura que pode ser armazenada nas nádegas, nas coxas, e  nos quadris em mulheres, mas geralmente não ao redor de sua cintura, que permanecerá, aproximadamente, ao mesmo tamanho que estiveram antes da puberdade.
Os hormônios produzidos pela glândula tireoide que regula a taxa de metabolismo, controlando quão rapidamente o corpo usa energia, e controla o quão sensível o corpo está com os outros hormônios. A distribuição de gordura corporal muda de tempos em tempos, dependendo dos hábitos alimentares, níveis de atividade e níveis hormonais.
Quando mulheres atingem a menopausa e o estrogênio produzido pelos ovários diminui, a gordura migra de suas nádegas, quadris e coxas para suas cinturas; e mais tarde a gordura é armazenada no abdômen.
As recomendações de taxa de gordura corporal são altas para mulheres, pois desta forma servem como uma energia reserva para gravidez. Homens possuem menos hipoderme em suas faces devido aos efeitos da testosterona; a testosterona também reduz a gordura, curando o metabolismo alto. A falta de estrogênio nos homens geralmente resulta em mais depósitos de gordura ao redor da cintura e abdômen (produzindo a forma de uma "maçã").

## Músculos
Testosterona é um esteroide anabolizante que ajuda a formar e manter músculos com atividade física, e exercícios. A quantidade de testosterona produzida varia de indivíduo para indivíduo, mas, em média, uma mulher adulta produz em torno de um décimo de testosterona de um homem adulto, mas as mulheres são mais sensíveis ao hormônio. Os músculos mais prováveis de serem afetados são os músculos peitorais, bíceps e tríceps, nos braços e quadríceps, nas coxas.
Por outro lado, o estrogênio reduz a massa muscular. A massa muscular muda ao longo do tempo como um resultado de mudanças nos níveis de testosterona e estrogênio e exercícios, além outros fatores.

## Mudanças na forma corporal
O processo de envelhecimento tem um impacto inevitável no corpo de uma pessoa. Os níveis de esteroide sexual de uma mulher afetarão a distribuição de gordura em seu corpo. De acordo com a Dra. Devendra Singh, "O formato do corpo é determinado pela natureza da distribuição de gordura corporal que, por sua vez, é significativamente relatada com o perfil de esteroide sexual das mulheres, risco para doenças, e capacidade reprodutiva." Concentrações de estrogênio influenciarão onde o tecido adiposo será armazenado.
Antes da puberdade, ambos, homens e mulheres têm índice de cintura e quadris similares. Na puberdade, os esteroides sexuais de uma garota, principalmente o estrogênio, promoverão o desenvolvimento dos seios e uma larga pélvis inclinada para frente para suportar crianças, e, até a menopausa, os níveis de estrogênio de uma mulher farão seu corpo armazenar gordura em excesso nas nádegas, quadris e coxas, mas geralmente não ao redor de sua cintura, que permanecerá, aproximadamente, no mesmo tamanho que fora antes da puberdade. Estes fatores resultam no índice de cintura e quadris das mulheres ser mais baixo em relação aos homens. Durante e depois da gravidez, uma mulher experimenta mudanças na forma de seu corpo. Depois da menopausa, que reduz a produção de estrogênio pelos ovários, há uma tendência da gordura redistribuir-se das nádegas, quadris e coxas de uma mulher, para sua cintura ou abdômen.
Os seios de garotas e mulheres em seus primeiros estágios de desenvolvimento comumente são "altos" e ao redor, possuem um formato de domo ou cone, e sobressaem quase horizontalmente da parede torácica de uma mulher. Ao longo do tempo, as inclinações nos seios tendem a aumentar devido ao seu peso natural, o relaxamento das estruturas de suporte, e envelhecimento. Seios afrouxam se os ligamentos se tornam alongados, um processo natural que pode ocorrer ao longo do tempo e é também influenciada pelo seio saltando durante atividade física (ver Soutien esportivo).[carece de fontes?]

## Medidas
A circunferência dos bustos, da cintura e dos quadris de uma mulher, e suas proporções, foram largamente usadas para definir sua forma básica nas culturas ocidentais por várias décadas após a Segunda Guerra Mundial, e são ainda usados por algumas subculturas norte-americanas para este propósito.
Estas são algumas vezes descritas como banana, pera, maçã, ou ampulheta, embora outros termos de atalho sejam também utilizados. As medidas são geralmente descritas usando três números para expressar as dimensões de uma mulher.
A medida da banda não é frequentemente medida ao redor do torso das mulheres, imediatamente abaixo de suas mamas, na dobra inframamária, paralela ao chão.  O tamanho da cavidade é determinado medindo através da crista do busto e calculando a diferença entre esta medida e a medida da banda. A cintura é medida no ponto médio entre a margem inferior da última costela palpável e o topo da crista ilíaca. Os quadris são medidos pela circunferência larga dos quadris e nádegas.
É dito que o corpo feminino frequentemente inflecte interiormente, em direção a cintura, ao redor do meio do abdômen entre as margens costais e as cristas pélvicas. A cintura é tipicamente menor que o busto e os quadris, a menos que haja uma alta proporção de tecido adiposo distribuído ao seu redor. Quanto o busto ou quadris inflecte para dentro, em direção a cintura, determina a forma estrutural de uma mulher. A forma de ampulheta é considerada por muitas culturas ser a forma feminina ideal ou comum, embora apenas aproximadamente 8% das mulheres possuam esta forma.

## Formas femininas

Formas femininas, respectivamente: banana, maçã, pera e ampulheta.

Independentemente da porcentagem de gordura, peso ou largura, as formas do corpo feminino são categorizadas em algumas culturas ocidentais dentro de quatro formas geométricas elementares, embora haja uma vasta variedade dos tamanhos atuais dentro de cada forma:
- Maçã ou forma de V (triângulo para baixo): Mulheres de formato maçã têm ombros largos, comparados com seus quadris (estreitos).[18] Elas tendem a ter pernas/coxas finas, enquanto o abdômen e o peito dão a impressão de serem grandes, comparados com o resto do corpo. A gordura é principalmente distribuída no abdômen, peito, e face.
- Banana, reta, ou forma de I (retangular): A medida da cintura é um pouco menos de 9 polegadas menor que a medida dos quadris ou busto.[18] A gordura corporal é distribuída predominantemente no abdômen, nádegas, peito, e face. Esta distribuição por igual de gordura cria a forma típica de régua (reta).
- Pêra, colher, sino, ou forma de A (triângulo para cima): A medida do quadril é maior que a medida do busto.[18] A distribuição de gordura varia, com a gordura tendendo a se depositar primeiro nas nádegas, quadris, e coxas. Como a porcentagem de gordura corporal aumenta, uma proporção crescente de gordura corporal é distribuída ao redor da cintura e acima do abdômen. As mulheres deste tipo de corpo tendem a ter um traseiro (relativamente) largo, coxas grossas, e um peito menor.
- Ampulheta, violão ou forma de X (triângulos se opondo): O quadril e o busto são quase de tamanhos iguais com uma cintura estreita.[18] A distribuição de gordura corporal tende a ser na parte de cima e na parte de baixo do corpo. Este tipo de corpo alarga os braços, o peito, quadris, e o traseiro antes de outras partes, tais como a cintura e acima do abdômen.

Um estudo de formas entre mais de 6.000 mulheres, realizado por pesquisadores na Universidade da Carolina do Norte, por volta de 2005, encontrou que 46% foram banana(retangular), pouco mais de 20% foram pera, um pouco abaixo de 14% foram maçã, e 8% de ampulheta. Outro estudo concluiu "que a média da linha da cintura da mulher expandiu seis polegadas desde os anos 1950" e que as mulheres de hoje são mais altas e têm bustos e quadris maiores que as da década de 1950.

## "Dimensões"
As "dimensões" da mulher são frequentemente expressadas pela circunferência ao redor dos três pontos de inflexão. Por exemplo, "36-29-38" em unidades imperiais poderiam significar um busto 36″, cintura 29″ e quadril 38″.
Uma medida de busto de uma mulher é a combinação de sua gaiola torácica e o tamanho do seio. Por conveniência, medidas de soutien de uma mulher são usadas. Por exemplo, embora as medidas não sejam consistentemente aplicadas, uma mulher com um tamanho de sutiã 36B tem uma gaiola torácica de 36 polegadas em circunferência e uma medida de busto de 38 polegadas; uma mulher com um tamanho de sutiã 34C tem uma gaiola torácica de 34 polegadas ao redor, mas uma medida de busto menor de 37 polegadas. Contudo, uma mulher com um seio de tamanho 34C aparecerá "tetuda" por causa da diferença aparente em busto para a medida da gaiola torácica.
A altura também afetará a aparência da figura. Uma mulher que é 36-24-36 na altura de 5 pés e 2 polegadas (1.57 m) olhará diferente de uma mulher que é 36-24-36 na altura de 5 pés e 8 polegadas (1.73 m). Desde a figura de uma mulher alta tem grande distância entre os pontos de medida, ela provavelmente aparecerá mais magra ou com menos curvas que sua equivalente menor, novamente, mesmo que ambas possuam a mesma medida de BCQ. Isto é porque a mulher mais alta é na realidade, mais magra como expressado por seu IMC menor, ou índice de massa corporal, usado para medir o peso do corpo em relação a altura.
O uso das medidas de busto-cintura-quadril para alguma coisa que roupas apropriadas é, desta forma, enganador. BCQ é um indicador de distribuição de gordura, não de porcentagem de gordura. A Associação Britânica de Agências de Modelo (AMA) diz que modelos mulheres devem ser em torno de 34-24-34 (86-60-86 cm) e no mínimo 5 pés e 8 polegadas (1.73 m) de altura.

## Questões sociais e de saúde

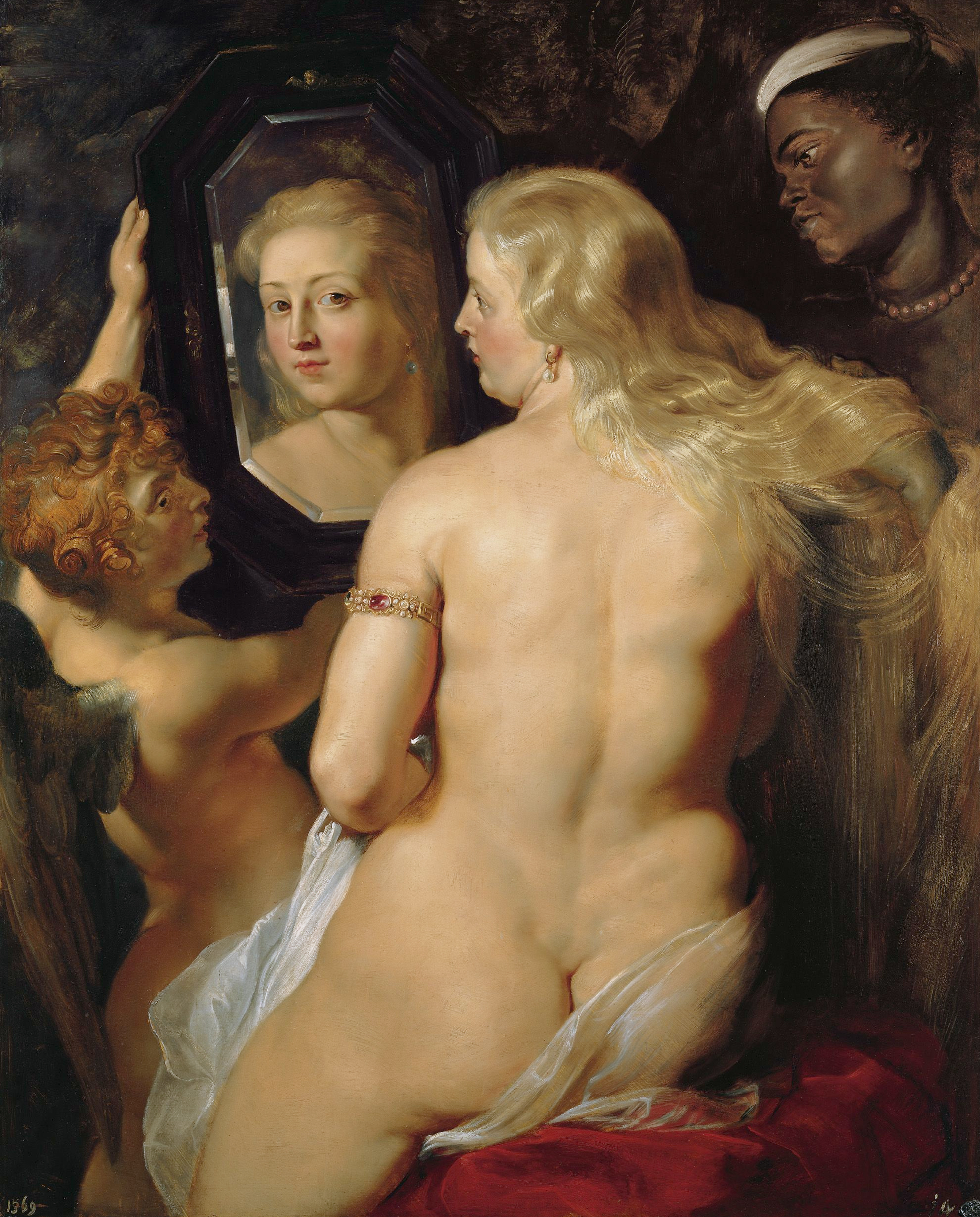
Vênus no espelho, Rubens, c. 1615

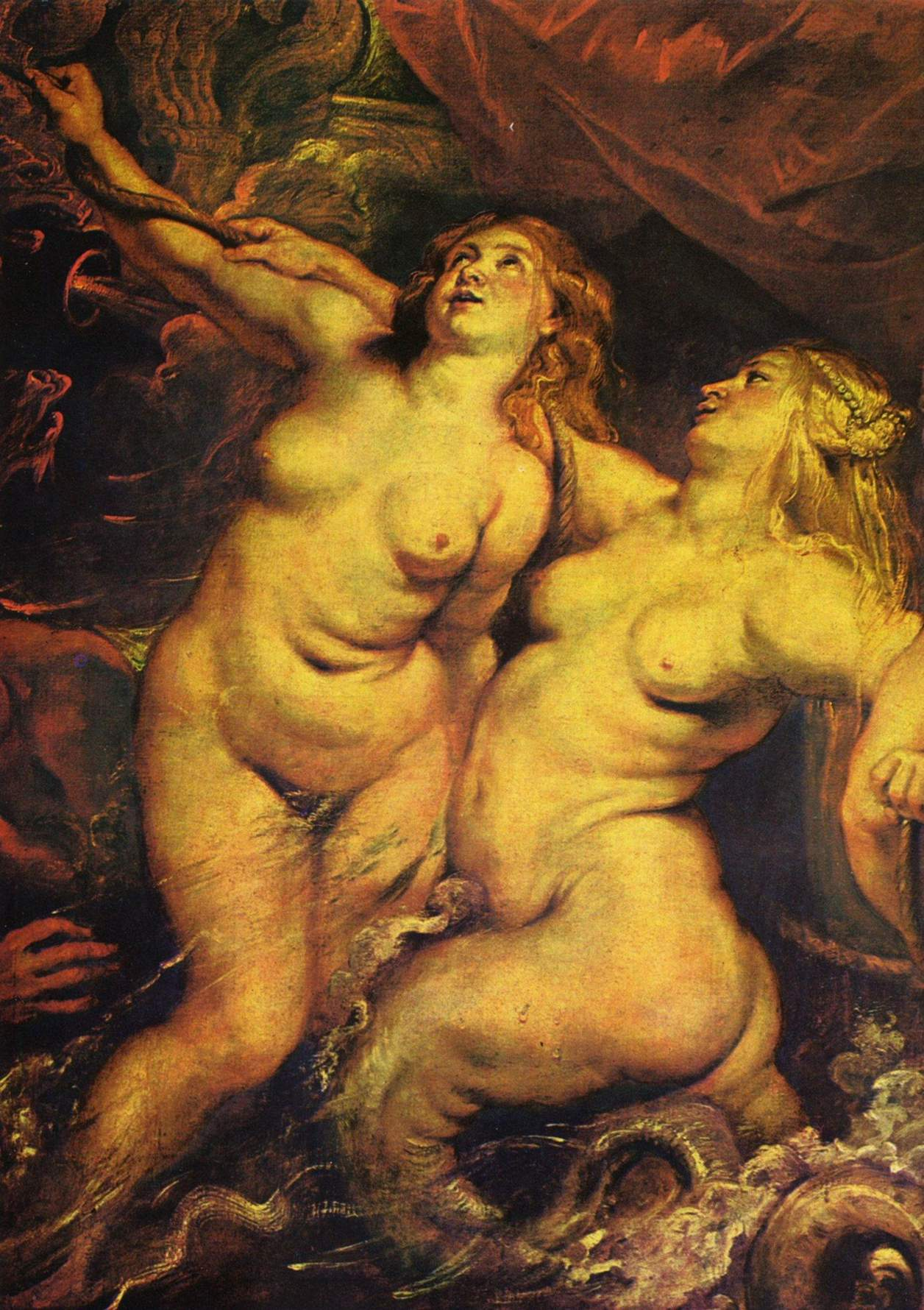
Mulheres, Rubens, c. 1625

Cada sociedade desenvolve uma percepção geral do que é uma forma de corpo feminino ideal e aceitável. Estes ideais são geralmente refletidos na arte e literatura produzidas por ou para uma sociedade, bem como na mídia popular, como filmes e revistas. O tamanho e forma do corpo feminino ideal variou ao longo do tempo e continua variando entre culturas; mas uma preferência por uma cintura pequena permaneceu praticamente constante ao longo da história. Uma medida de cintura-quadril baixa é frequentemente vista como um sinal de boa saúde e potencial reprodutivo.
Uma medida de cintura-quadril baixa tem sido frequentemente considerada como um indicador de atração de uma mulher, mas pesquisa recente sugere que a atração é mais correlatada ao índice de massa corporal que pela medida de cintura-quadril, ao contrário do que se imaginava. Historicamente, de acordo com Devendra Singh, houve uma tendência por mulheres um pouco largas nos séculos XVII e XVIII, como retratado nas pinturas de Rubens, mas que em geral foi uma preferência por uma cintura magra na cultura ocidental. Ele nota que "a busca que os escritores descrevem uma cintura pequena como linda sugere que em vez desta parte do corpo – uma marca conhecida de saúde e fertilidade – é um núcleo de destaque da beleza feminina que transcende diferenças étnicas e culturais."
Nova pesquisa sugere que mulheres com formato de maçã têm um risco maior de desenvolver problemas cardíacos, enquanto que mulheres em formato de ampulheta têm um risco menor.
Profissionais de diabetes advertem que uma medida de cintura para uma mulher de mais de 80 centímetros (31 polegadas) aumentam o risco de doenças cardíacas, mas no contexto étnico também conta um fator. Isto é porque o acúmulo de gordura corporal ao redor da cintura (o formato de maçã) traz um alto risco para a saúde que o acúmulo de gordura nos quadris (o formato de pera).

### Índice de cintura e quadris
Comparado aos homens, as mulheres geralmente possuem cinturas estreitas, e nádegas largas, e com quadris largos fazem uma seção de quadril larga e um baixo índice de cintura e quadris.
Uma pesquisa mostra que o índice de cintura e quadris (ICQ) para uma mulher fortemente correlata a percepção da atração. Mulheres com um ICQ de 0.7 (circunferência da cintura que é 70% da circunferência do quadril) são consideradas mais atrativas pelos homens em várias culturas. Diversos ícones de beleza como Marilyn Monroe, Sophia Loren e a Vênus de Milo, todas possuem medidas em torno de 0.7. Em outras culturas, preferências variam, variando de 0.6 na China, de 0.8 a 0.9 em partes da América do Sul e África, e preferências divergentes baseadas na etnicidade, e um pouco na nacionalidade, também foram notadas.
O ICQ também é mostrada para ter uma alta correlação a fertilidade feminina e, desse modo, desconhecidamente, guiando as escolhas evolucionárias dos homens.
O ICQ é mais visto sendo como um preditor mais eficiente de mortalidade em pessoas mais velhas do que a circunferência da cintura ou índice de massa corporal (IMC).

## Corpos como identidade
Mais de centenas de anos se passaram e, houve uma mudança em relação ao corpo, vendo o corpo como parte da identidade de alguém – não em uma forma puramente física, mas como um significado de uma expressão profunda de si mesmo. David Gauntlett reconhece a importância da maleabilidade na identidade física, dizendo, “o corpo é a expressão exterior de si mesmo, para ser aperfeiçoada e trabalhada nela”. Um dos muitos fatores-chave na criação do desejo por uma forma de corpo particular – muito notavelmente para mulheres – é a mídia, que promove um número dos chamados formas de corpo “ideais”. Figuras da moda são frequentemente inatingíveis pela maioria da população, e sua popularidade tende a ser curta devido a sua natureza arbitrária.
Durante os anos 1960, a popularidade da modelo Twiggy significou que as mulheres preferiram um corpo magro, com membros longos e esbeltos. Isso foi uma mudança drástica do ideal formador da década, que viu ícones com curvas, como Marilyn Monroe, serem considerados o epítome de beleza. Essas mudanças no que foi visto ser o “corpo da moda” em um tempo que não seguiu algum padrão lógico, e as mudanças ocorreram tão rapidamente que uma forma nunca esteve na moda por mais de uma década. Como é o caso da moda no mundo pós-moderno, a premissa de sempre evoluir para a forma “ideal” conta com o fato que em pouco se tornará obsoleta, e dessa forma deve continuar mudando para impedir que ela mesma se torne desinteressante.
Um dos primeiros exemplos do corpo usado como um marcador de identidade ocorreu na era vitoriana, quando mulheres vestiam espartilhos para ajudar a si próprias a atingir o corpo que elas desejaram possuir. Ter cintura fina foi um sinal de status social, como as mulheres da época poderiam permitir vestir mais extravagantemente e itens esportivos como os espartilhos para aumentar sua atração física. Nos anos 1920, o ideal cultural tinha mudado significativamente como o resultado do movimento de sufrágio, e “a moda foi o cabelo curto, seios firmes (aos pulos) e uma forma andrógena magra”.
Mais recentemente, revistas foram criticadas por promover uma moda irreal da magreza. David Gauntlett afirma que “a celebração repetitiva da mídia de um ‘ideal’ de beleza que muitas mulheres não serão capazes de igualar … comerão o tempo e o dinheiro dos leitores – e talvez boa saúde – se eles tentarem”. Adicionalmente, o impacto disso nas mulheres e em suas autoestimas é frequentemente algo muito negativo, e resultou na indústria da dieta imitando nos anos 1960 – algo que não poderia ter ocorrido, “a aparência corporal não esteve tão perto associada com identidade para as mulheres”.
A importância do que, como Myra MacDonald afirma, “corpo como uma zona de trabalho” perpetua ainda mais a ligação entre moda e identidade, com o corpo sendo usado com o propósito de se criar uma imagem visível e inevitável para ele mesmo. As ferramentas que criam a cópia final de uma variedade de projetos, do extremo – cirurgia plástica – ao mais ameno, como dieta e exercício, que virtualmente toda mulher ocidentalizada usa para ganhar controle sobre sua forma.

## Alteração da imagem corporal
Um estudo da Universidade Brigham Young usando a tecnologia MRI sugeriu que as mulheres experimentam mais ansiedade no ganho de peso do que os homens, enquanto que a pesquisa agregada foi usada para reclamar que as imagens de mulheres magras na mídia popular induzem a estresse psicológico. Um estudo com 52 idosos encontrou mulheres pensam mais sobre a forma de seu corpo e endorsam figuras magras do que homens na velhice. Comentaristas notam que pessoas que possuem uma baixa imagem corporal tentarão alterar seus corpos de alguma forma, bem como por dieta, ou um compromisso de cirurgia cosmética.
Várias estratégias são algumas vezes empregadas temporariamente ou permanentemente para alterar a forma de um corpo. As mais comuns incluem dieta e exercício.
Às vezes, processos artificiais são utilizados ou cirurgia é empregada. O tamanho do busto pode ser artificialmente aumentado ou diminuído. Falsies, próteses de mama ou sutiãs com enchimento devem ser usados para aumentar o tamanho aparente dos seios de uma mulher, enquanto que sutiãs minimizadores devem ser usados para reduzir o tamanho aparente. Os seios podem ser cirurgicamente alargados usando implante de seio ou reduzidos através de remoções sistemáticas de partes dos seios.
Historicamente, os espartilhos são usados para reduzir o tamanho de cinturas. O espartilho atingiu seu clímax durante a era vitoriana. No século XX, estes espartilhos foram sobretudo substituídos por peças de fundação mais flexíveis/confortáveis. Onde os espartilhos são utilizados para a redução da cintura, há uma redução temporária pelo uso ocasional ou uma redução permanente pelas pessoas que são frequentemente referidas como tightlacers. Lipoaspiração e lipoescultura são métodos cirúrgicos comuns para redução da linha da cintura.
Calcinhas com controle de enchimento ou enchimento de quadril e nádega são usados para aumentar o tamanho aparente dos quadris e nádegas. A cirurgia de gluteoplastia é usada para aumentar o tamanho dos quadris e nádegas e fazer com que tenham uma aparência mais redonda.